# Muzy (Eure)
Muzy – miejscowość i gmina we Francji, w regionie Normandia, w departamencie Eure.
Według danych na rok 2010 gminę zamieszkiwały 802 osoby, a gęstość zaludnienia wynosiła 87 osób/km².